# Tetrathemis godiardi
Tetrathemis godiardi är en trollsländeart som beskrevs av Marc Lacroix 1921. Tetrathemis godiardi ingår i släktet Tetrathemis och familjen segeltrollsländor. IUCN kategoriserar arten globalt som livskraftig. Inga underarter finns listade i Catalogue of Life.